# 1066 and All That

1066 and All That: A Memorable History of England, comprising all the parts you can remember, including 103 Good Things, 5 Bad Kings and 2 Genuine Dates (traduisible par « 1066 et tout ça : une histoire mémorable de l'Angleterre, comprenant toutes les parties que vous pouvez vous rappeler, y compris cent trois bonnes choses, cinq mauvais rois, et deux dates authentiques ») est un pastiche de l'histoire de l'Angleterre.
Écrite par W. C. Sellar and R. J. Yeatman, et illustrée par John Reynolds, cette histoire d'Angleterre apparait pour la première fois sous forme de feuilleton dans le magazine Punch. Elle est publiée sous forme de livre par Methuen Publishing en 1930.